# Hemithyrsocera fusca
Hemithyrsocera fusca är en kackerlacksart som först beskrevs av Hanitsch 1928.  Hemithyrsocera fusca ingår i släktet Hemithyrsocera och familjen småkackerlackor. Inga underarter finns listade i Catalogue of Life.